# 도쿄 치과대학
도쿄치과대학 (東京歯科大学, Tōkyō Shika Daigaku) 일본 지바현 이치카와시에 위치하고 있는 단기 사립대학이다. 본 대학은 1890년 설립되어, 1946년 대학교로서 지정되었다. 도쿄치과대학은 일본 전국 유일의 치과 전문 단기 교육기관이며 유일하게 종합병원을 운영하고 있다.

## 역사
1890년 일본 도쿄도 시바구 이사라고에서 일본 내 근대 서양 치의학의 선구자인 다카야마 기사이가 치의학 교육기관으로서 다카야마 치의학교를 설립하였고, 이 학교의 전신이 되었다. 이후 1906년 도쿄도 간다구 오가와쵸에 도쿄치과학교를 설립하고, 이듬해 고등전문학교로 승격되었다. 1946년 도쿄치과대학(東京治科大學)이 7년제 대학으로 개교하고 대학법에 따라 교직원이 설치되었으며, 1946년 12월 도쿄도 근교 지바현 이치카와시에 이치카와 종합병원이 설립되어 의학으로서의 중요한 역할을 수행하고 있다.
현재의 도쿄 치과대학은 1952년 일본 정부의 교육기본법에 따라 인가되었으며 1958년 도쿄치과대학대학원이 인가되었다. 지바 캠퍼스는 1981년 7월에 완공되었고 1990년 3월, 스이도바시 캠퍼스가 문을 열었다. 이치카와 종합병원은 1992년 6월에 완공되어 개원하였다. 이후 2010년 설립 120주년을 기념하여 도쿄 스이도바시로 캠퍼스를 이전하였다. 사이카치자카 캠퍼스와 스이도바시 별관은 2012년과 2013년에 완공되었다.
치바 캠퍼스의 재건축이 진행중에 있으며 이전된 지바병원은 2021년에 개원되었다. 게이오 대학과 도쿄치과대학이 합병을 추진한다고 27일 아사히신문이 보도했으며 2023년 게이오대 치학부로 변경과정중에 있다.

## 학과과정
대학 과정은 6년에 걸쳐 있으며 학생들은 1년에 10개월을 공부한다. 신입생 과정은 화학 및 물리학, 해부학 및 조직학 및 생리학을 포함한다. 이후 3학년 교육과정에서는 병리학, 세균학, 야금학, 보철 치과 및 기타 분야에 중점을 둔다. 반면에 4학년들은 구강 외과, 치열 교정, 수술 치과, 크라운 및 브리지 작업, 실험실 작업 및 의무실 실습을 받는다.

## 참고 문헌
1. ↑  Daigaku, Tōkyō Shika (1905). 《Tokyo Dental College》 (영어). Tokyo Dental College.